# Rodrigo Teixeira (futebolista)
Rodrigo Teixeira Pereira, conhecido como Rodrigo Teixeira (Barra Mansa, 16 de junho de 1978), é um ex-futebolista brasileiro que atuava como atacante.

## Títulos
Guaraní
- Campeonato Paraguaio (Apertura): 2010